# Algorithme de Bowyer-Watson
En géométrie algorithmique, l'algorithme de Bowyer-Watson est une méthode pour calculer la triangulation de Delaunay d'un ensemble fini de points dans un espace euclidien de dimension quelconque.
Il est parfois appelé « algorithme de Bowyer » ou « algorithme de Watson », Adrian Bowyer et David Watson l'ayant indépendamment découvert et publié dans le même numéro du Computer Journal en 1981,.

## Description

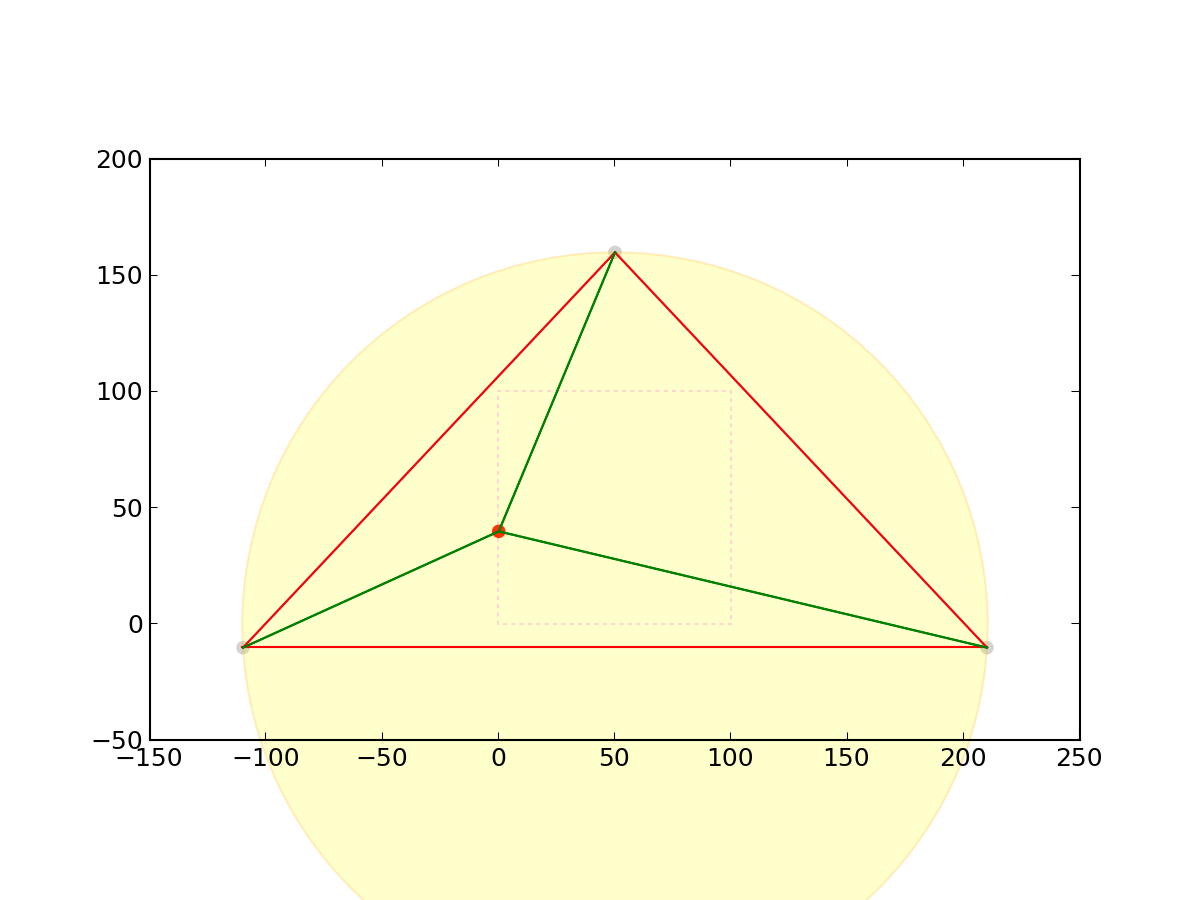
Première étape : insertion d'un point dans un « super-triangle » englobant.
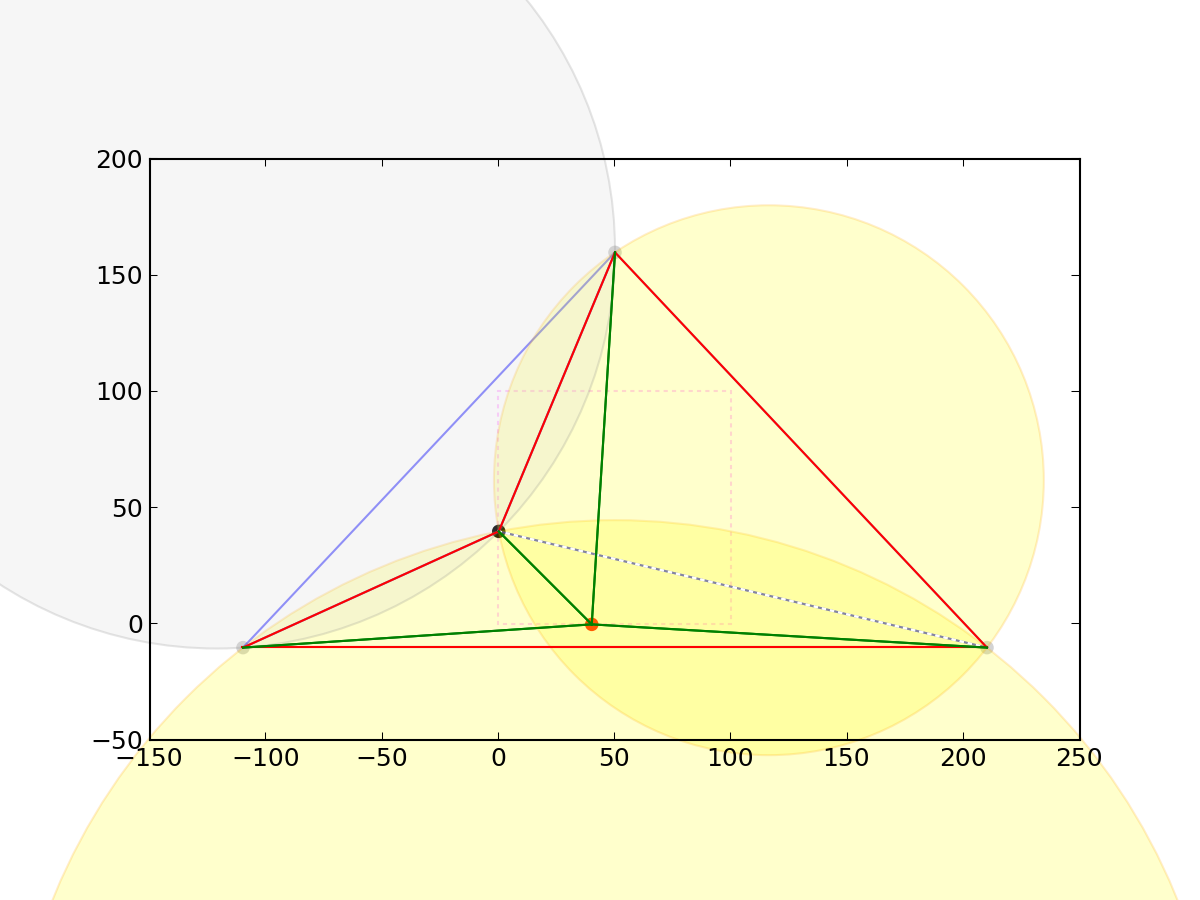
Insertion d'un second point.
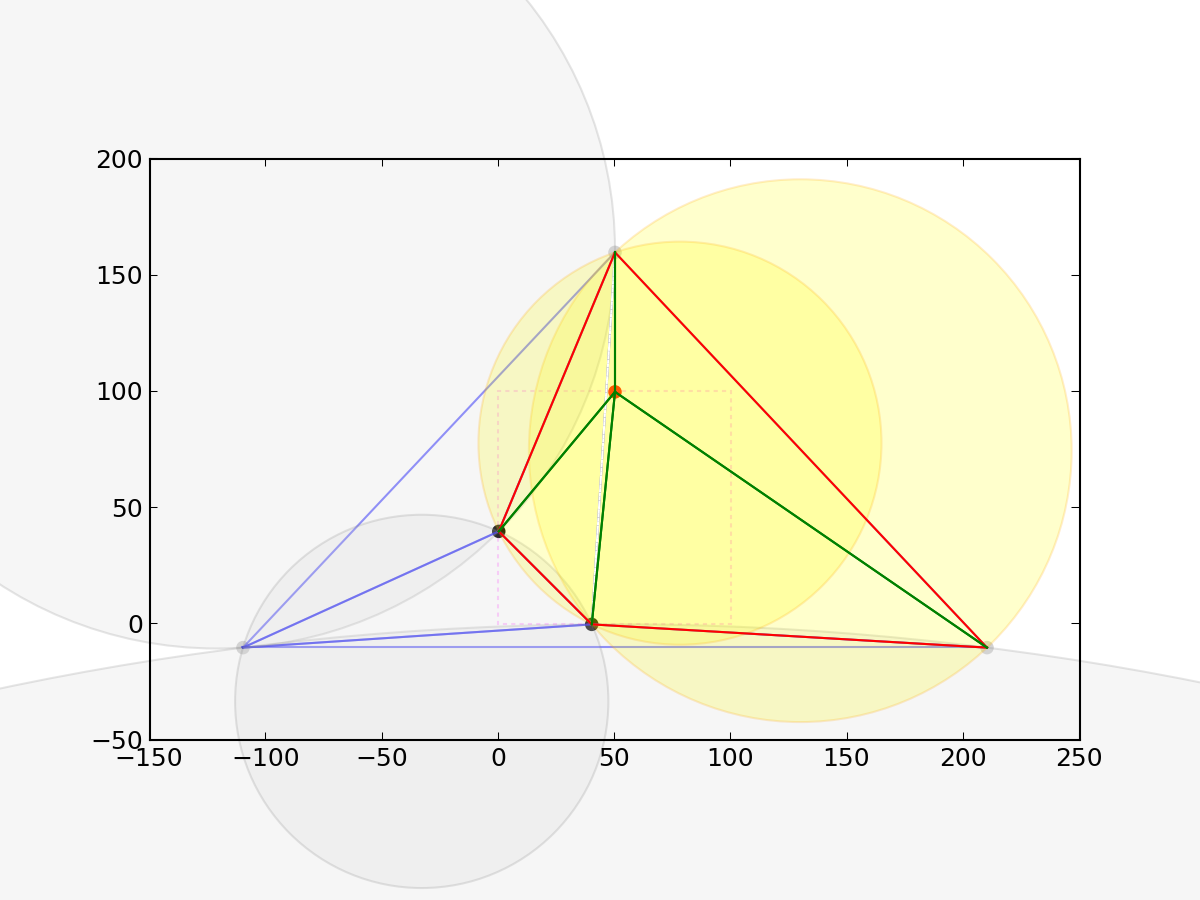
Insertion d'un troisième point.
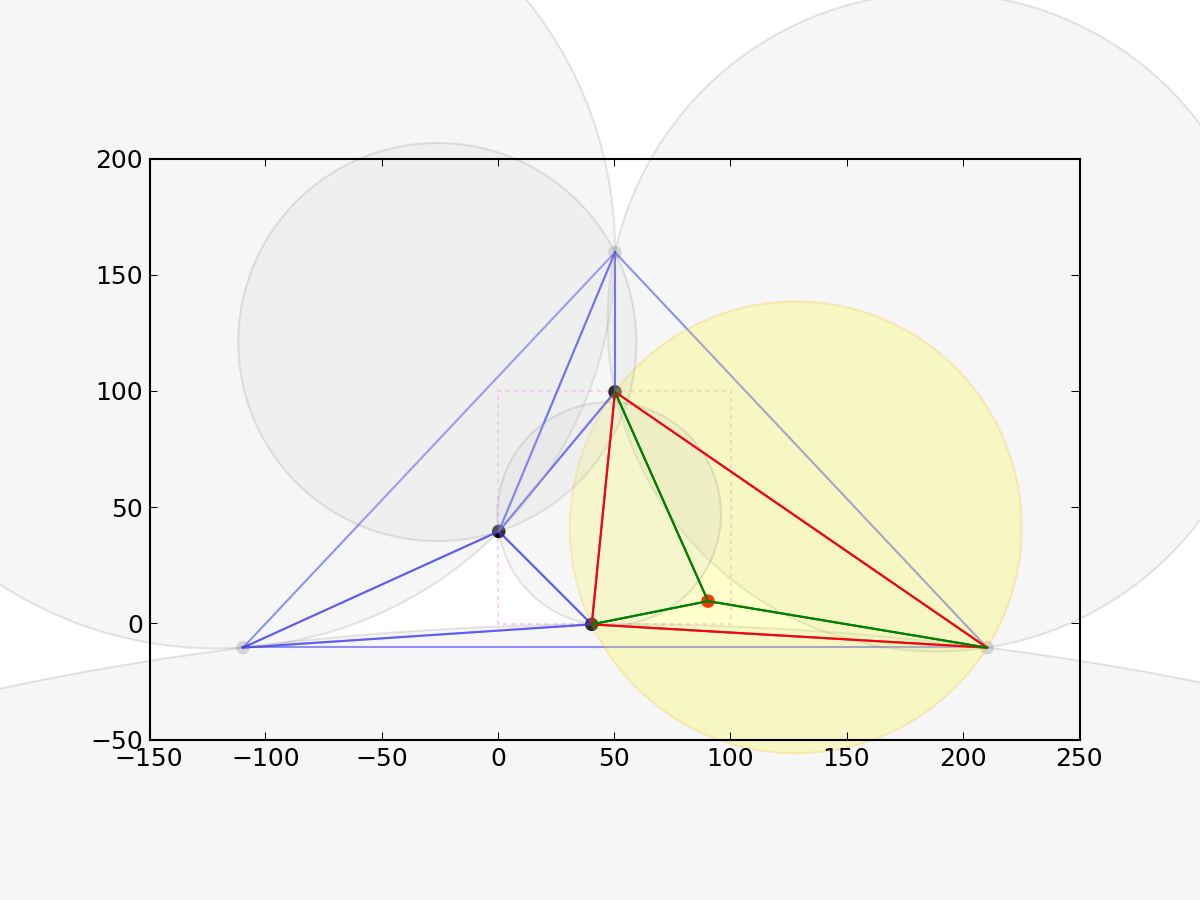
Insertion d'un quatrième point.
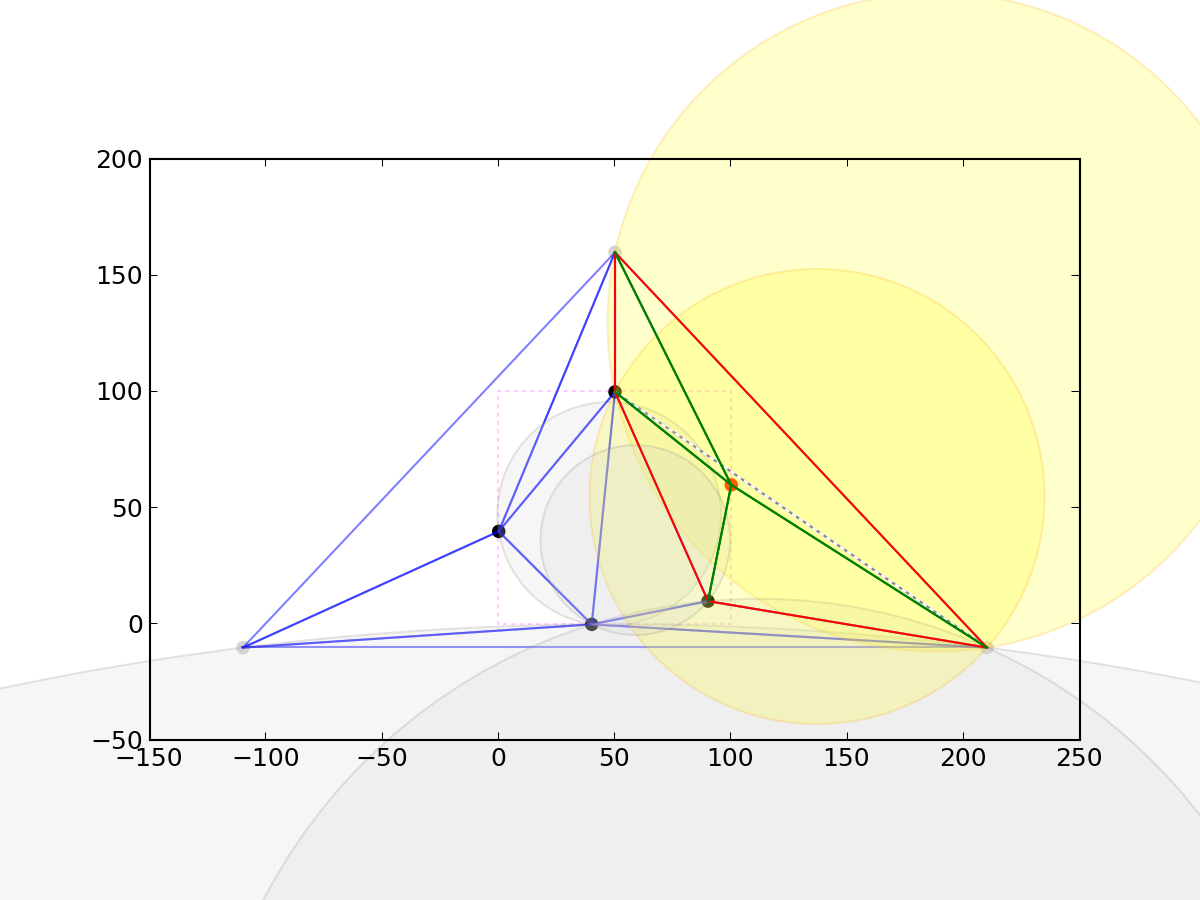
Insertion d'un cinquième (et dernier) point.
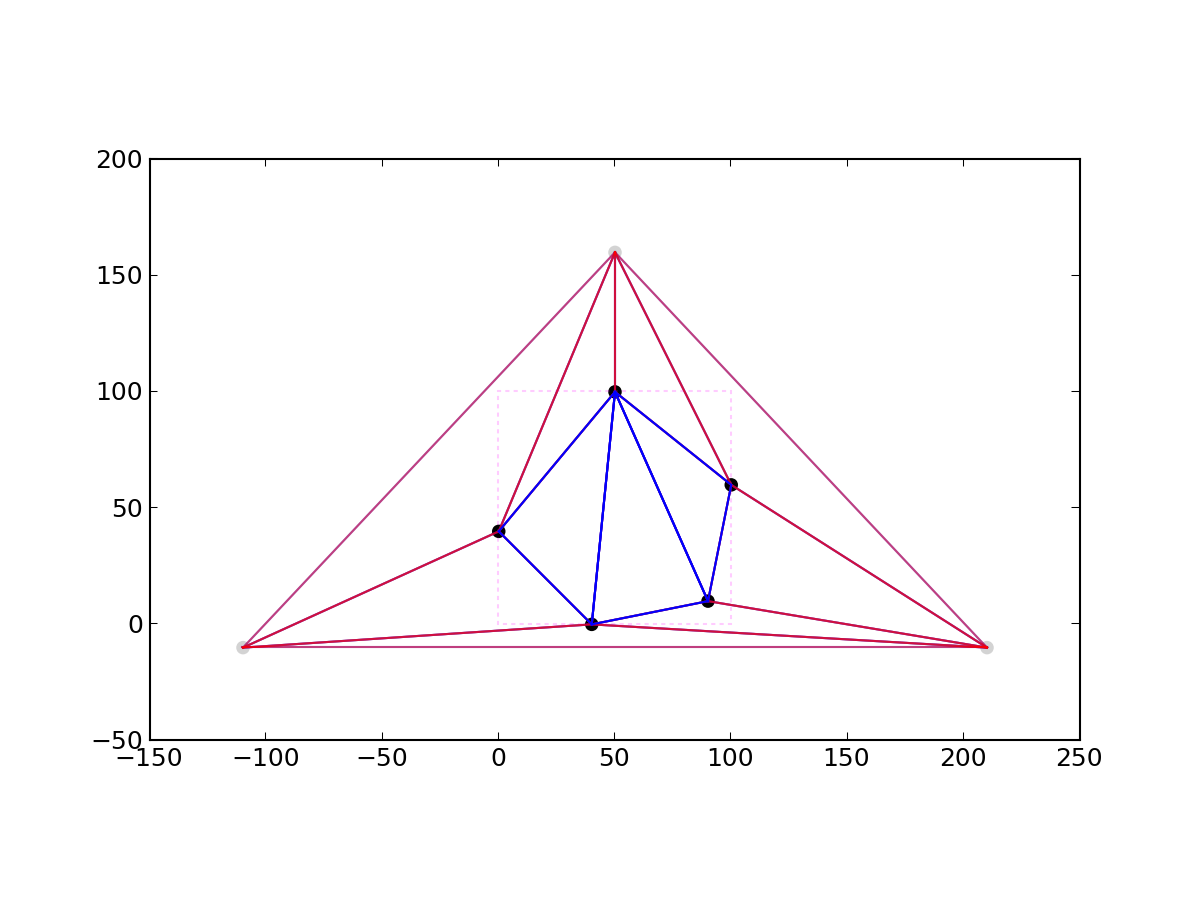
Suppression des arêtes du super-triangle.

L'algorithme de Bowyer-Watson est un algorithme itératif. Il procède en ajoutant des points, un à la fois, à une triangulation de Delaunay valide du sous-ensemble des points. Après chaque insertion, tous les triangles dont le cercle circonscrit (en jaunes dans les figures ci-dessus) contient le nouveau point sont supprimés, laissant un trou polygonal « étoilé » (en rouge) qui est alors re-triangulé (en vert) en utilisant le point suivant.

### Initialisation

#### Super-Triangle
Les points à trianguler doivent être compris dans un triangle englobant.
Un tel triangle peut être le triangle dont le cercle inscrit est le cercle minimal englobant.
Plus simplement, dans un espace à 2 dimensions, pour un ensemble de points {\displaystyle P=\left\{p=(p_{x},p_{y})\right\}}, le triangle {\displaystyle A=(x_{min}-\epsilon ,y_{min}-\epsilon )}, {\displaystyle B=\left(x_{min}+2(x_{max}-x_{min})+3\epsilon ,y_{min}-\epsilon \right)}, {\displaystyle C=\left(x_{min}-\epsilon ,y_{min}+2(y_{max}-y_{min})+3\epsilon \right)} englobe tous ces points. En effet, par réduction d'échelle et translation tous les points peuvent être ramenés dans le carré {\displaystyle 0\leq x\leq 1,0\leq y\leq 1}, compris dans le triangle {\displaystyle \left\{(0,0),(2,0),(0,2)\right\}}.

#### Trou polygonal
Les arêtes du trou polygonal résultant de la suppression des triangles sont les arêtes des mêmes triangles dont le triangle opposé (le triangle partageant la même arête) est soit absent (bord du super-triangle) soit parmi les triangles à conserver.
Un parcours des arêtes dans le sens trigonométrique permet de sélectionner les arêtes du trou polygonal dans le sens trigonométrique:
- à partir d'un triangle à supprimer aléatoire et d'une de ses arêtes.
- trouver le triangle opposé :
  - si ce triangle existe et fait partie des triangles à supprimer: sélectionner ce triangle et la prochaine arête sur ce triangle dans le sens trigonométrique
  - sinon ajouter l'arête et l'ajouter à la construction du polygone, puis sélectionner la prochaine arête du triangle dans le sens trigonométrique
- continuer le parcours des arêtes tant que le polygone n'est pas fermé

```
triangles
 
=
 
[
...
]

englobant
 
=
 
[]

triangle_supprimer
 
=
 
[
...
]

triangle
 
=
 
triangle_supprimer
[
0
]

arete
 
=
 
(
triangle
[
0
],
 
triangle
[
1
])

while
 
not
 
polygone_ferme
(
englobant
):

    
t_voisin
 
=
 
triangles
.
triangle_oppose
(
arete
)

    
if
 
t_voisin
 
in
 
triangle_supprimer
:

        
triangle
 
=
 
t_voisin

        
arete
 
=
 
t_voisin
.
prochaine_arete
(
arete
)

    
else
:

        
englobant
.
append
(
arete
)

        
arete
 
=
 
triangle
.
prochaine_arete
(
arete
)

```

## Pseudo-code
Le pseudocode suivant a une complexité en temps de {\displaystyle O(n^{2})}. Néanmoins il existe des optimisations pour obtenir une complexité de {\displaystyle O(n\log n)}, par exemple en trouvant le triangle contenant le nouveau point dans son cercle circonscrit, sans avoir à vérifier tous les triangles.
```
def
 
delaunay_bowyer_watson
(
 
points
 
):

    
supertri
 
=
 
supertriangle
(
points
)
 
# Un triangle contenant tous les points à trianguler.

    
# Qui devient le premier triangle de la triangulation.

    
triangles
 
=
 
[
 
supertri
 
]

    
fait
 
=
 
{
 
supertri
:
 
False
 
}

    
for
 
sommet
 
in
 
points
:

        
# Tous les triangles dont le cercle circonscrit contient le sommet à ajouter sont identifiés,

        
# l'ensemble de leurs arêtes forment un polygone englobant.

        
# Démarrer avec un polygone englobant vide.

        
englobant
 
=
 
[]

        
# Pour l'instant, il n'y a aucun triangle subdivisé y supprimer.

        
à_supprimer
 
=
 
[]

        
for
 
triangle
 
in
 
triangles
:

            
centre
,
rayon
 
=
 
cercle_circonscrit
(
 
triangle
 
)

            
# Si ce triangle respecte la condition de Delaunay.

            
if
 
x
(
centre
)
 
<
 
x
(
sommet
)
 
and
 
abs
(
x
(
sommet
)
-
x
(
centre
))
 
>
 
radius
:

                
fait
[
triangle
]
 
=
 
True
 
# Le marquer comme traité.

            
# Si le sommet courant est dans le cercle circonscrit du triangle courant,

            
if
 
dans_cercle
(
 
sommet
,
 
centre
,
 
rayon
 
):

                
# ajouter les arêtes de ce triangle au polygone candidat,

                
englobant
 
+=
 
aretes
(
 
triangle
 
)

                
# préparer la suppression de ce triangle.

                
à_supprimer
 
+=
 
[
 
triangle
 
]

                
fait
.
pop
(
 
triangle
 
)

        
# Effectue la suppression des triangles marqués précédemment.

        
for
 
triangle
 
in
 
à_supprimer
:

             
triangles
.
remove
(
 
triangle
 
)

        
# Créer de nouveaux triangles, en utilisant le sommet courant et le polygone englobant.

        
for
 
arête
 
in
 
englobant
:

            
point_A
,
 
point_B
 
=
 
arête

            
# Ajoute un nouveau triangle à la triangulation.

            
triangle
 
=
 
[
 
point_A
,
 
point_B
,
 
sommet
 
]

            
triangles
 
+=
 
[
 
triangle
 
]

            
# Il faudra le considérer au prochain ajout de point.

            
fait
[
triangle
]
 
=
 
False

    
# Supprime les triangles ayant au moins une arête en commun avec le super-triangle.

    
triangulation
 
=
 
non_supertriangle
(
 
triangles
 
)

    
return
 
triangulation

```